# Glanerbrug

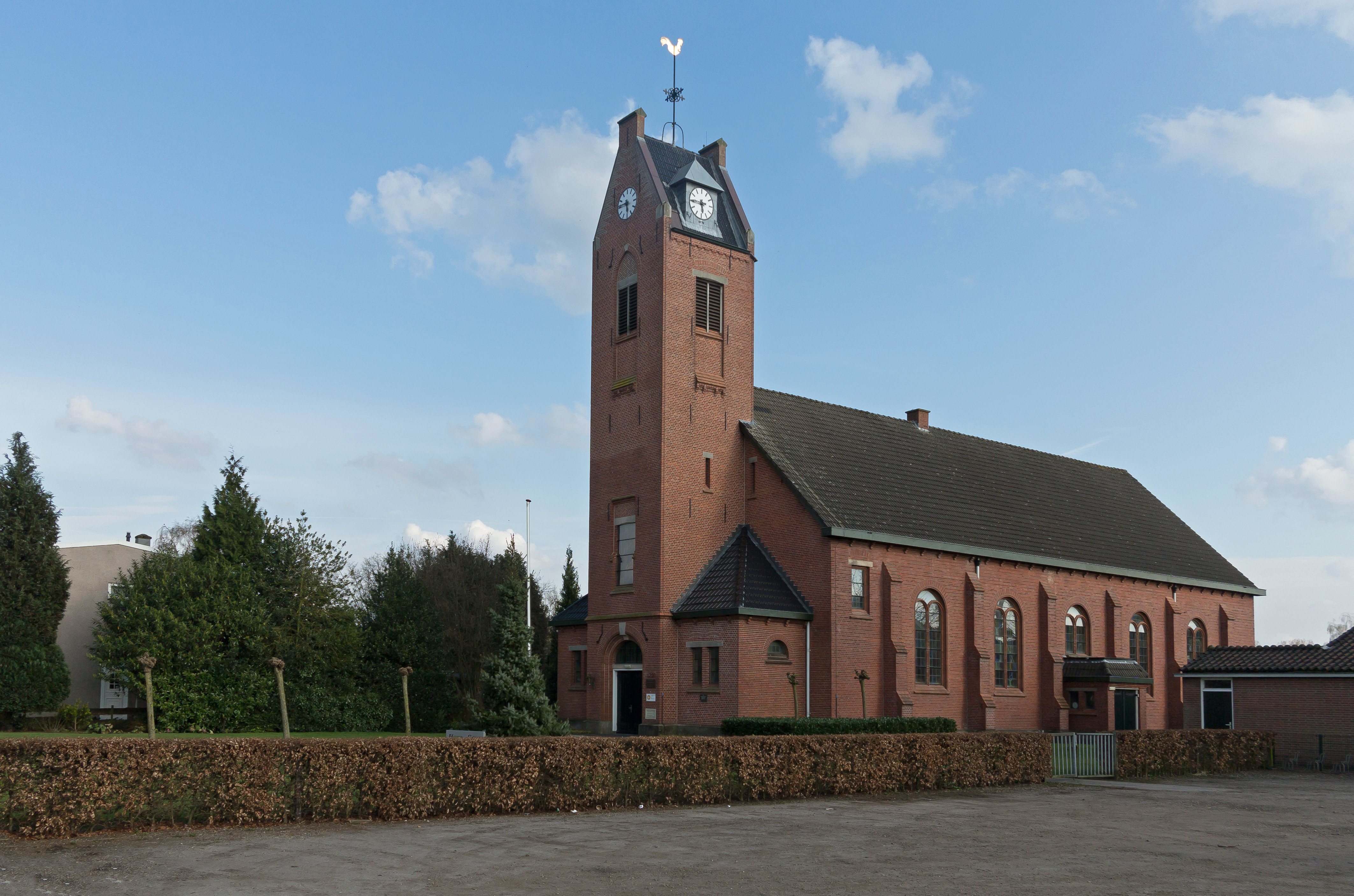
Die reformierte Kirche

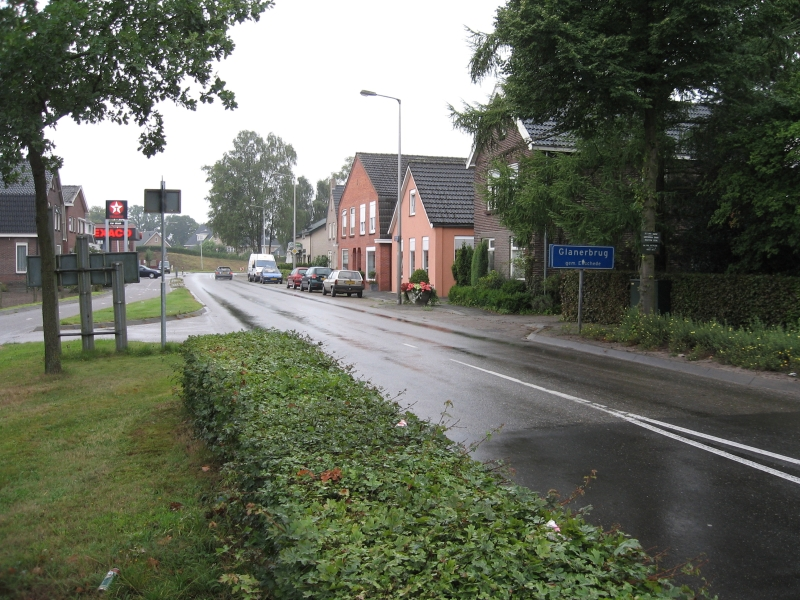
Glanerbrug

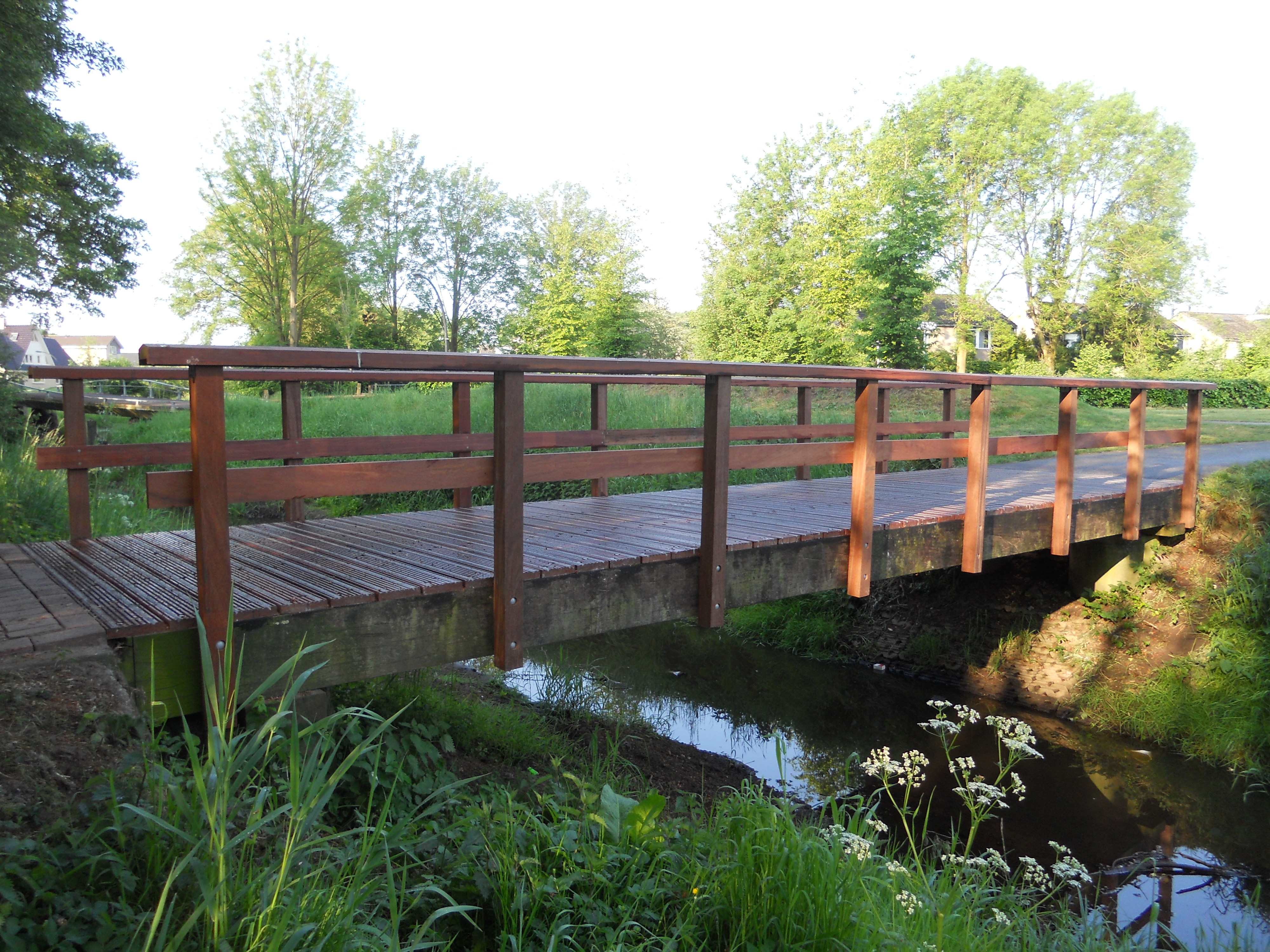
Niederländisch-Deutsche Grenze in Glanerbrug

Glanerbrug (deutsch Glanerbrück) ist ein Dorf im Osten von Enschede in der Region Twente in der niederländischen Provinz Overijssel. Es liegt direkt an der Grenze zur deutschen Stadt Gronau. Die Grenze ist in diesem Bereich der Glanerbeek (Beek bedeutet Bach). Glanerbrug gehört politisch zu Enschede. Sein Name ist der Brücke über den Glanebach entlehnt.
Das Dorf verfügt über ein eigenes öffentliches Hallenbad und einen Tennisplatz. Die katholische Kirche O.L. Vrouwe van de Allerheiligste Rozenkrans stammt von 1902/1903 und wurde von Alfred Tepe, einem der bedeutendsten Architekten der Neugotik in den Niederlanden, entworfen.
Der Redemptoristen-Orden betrieb in Glanerbrug bei seinem Kloster das Internat St. Josef Kolleg Gronau-Glanerbrück. Ehemalige Schüler der Redemptoristen-Internate in Bonn, Bous und Glanerbrug schlossen sich im Verein Missbrauchsopfer Josephinum Redemptoristen e. V. (MoJoRed) zusammen, um Missbrauch in ihrer Schulzeit zu thematisieren.
Am 7. April 1990 fiel ein Meteorit durch das Dach eines Wohnhauses, der Glanerbrug-Meteorit.
In seinem Roman De Hunnen beschreibt Jan Cremer diesen Landstrich ausführlich, insbesondere die Geschehnisse während des Zweiten Weltkrieges. Nationale Bekanntheit errang Glanerbrug nicht zuletzt durch Herman Finkers, der mehrmals während einer Nachrichtenparodie vermeldete, dass Glanerbrug nun mit Kabelfernsehen ausgestattet werde, und dass noch kein Termin bekannt sei, an dem das Dorf an die allgemeine Kanalisation angeschlossen werde.
In Glanerbrug wurde Anfang der 2000er Jahre die Joppiesauce erfunden.
Im März 2014 wurde der Fußballklub VV Glanerbrug aufgelöst.

## Verkehr
Der Haltepunkt Glanerbrug liegt an der Bahnstrecke Zutphen–Glanerbeek und wird halbstündlich im Wechsel von den Regionalbahnlinien RB 64 Euregio-Bahn und RB 51 Westmünsterland-Bahn bedient. Diese Linien werden von der DB betrieben, da im Bahnhof Enschede keine Gleisverbindung zum niederländischen Netz besteht.
Glanerbrug lag an der eingestellten Bahnstrecke Glanerbrug–Losser.
| Linie | Verlauf | Takt                                              | Betreiber |
| ----- | --- | ------------------------------------------------- | --------- |
| RB 51 | Westmünsterland-Bahn: Dortmund Hbf – Dortmund-Kirchderne – Dortmund-Derne – Lünen-Preußen – Lünen Hbf – Bork (Westf) – Selm-Beifang – Selm – Lüdinghausen – Dülmen – Lette (Kr Coesfeld) – Coesfeld (Westf) – Rosendahl-Holtwick – Legden – Ahaus – Epe (Westf) – Gronau (Westf) – Glanerbrug – Enschede De Eschmarke – Enschede Stand: Fahrplanwechsel Dezember 2023 | 60 min 20/40 min (Dortmund–Lünen, nicht sonntags) | DB Regio  |
| RB 64 | Euregio-Bahn: Enschede – Enschede De Eschmarke – Glanerbrug – Gronau (Westf) – Ochtrup – Metelen Land – Steinfurt-Burgsteinfurt – Steinfurt-Grottenkamp – Steinfurt-Borghorst – Nordwalde – Altenberge – Münster-Häger – Münster Zentrum Nord – Münster (Westf) Hbf Stand: Fahrplanwechsel Dezember 2021                                                              | 60 min                                            | DB Regio  |

## Persönlichkeiten
- Bert Schierbeek (1918–1996), Schriftsteller